# Vrålapor
Vrålapor (Alouatta) är ett släkte i familjen Atelidae som tillhör delordningen  brednäsor. Det är det enda släktet i underfamiljen Alouattinae.
Det vetenskapliga släktnamnet är bildat av det franska ordet alouette (lärka). Det används i betydelsen "gryningens förebud".

## Utseende
Vrålaporna är större och har grövre kroppsbyggnad än andra primater från Nya världen. Kroppens längd inklusive huvudet ligger mellan 55 och 90 centimeter och vikten är 4 till 10 kilogram. Svansen är ungefär lika lång som kroppen. Pälsen är lång och har beroende på art och ålder en gulbrun eller röd- till svartaktig färg. Svansen saknar hår vid spetsen och används som gripverktyg. Även ansiktet är bara glest täckt med hår. Hannarna är markant större än honorna. Hos vissa arter skiljer sig hannar och honor i pälsfärgen.

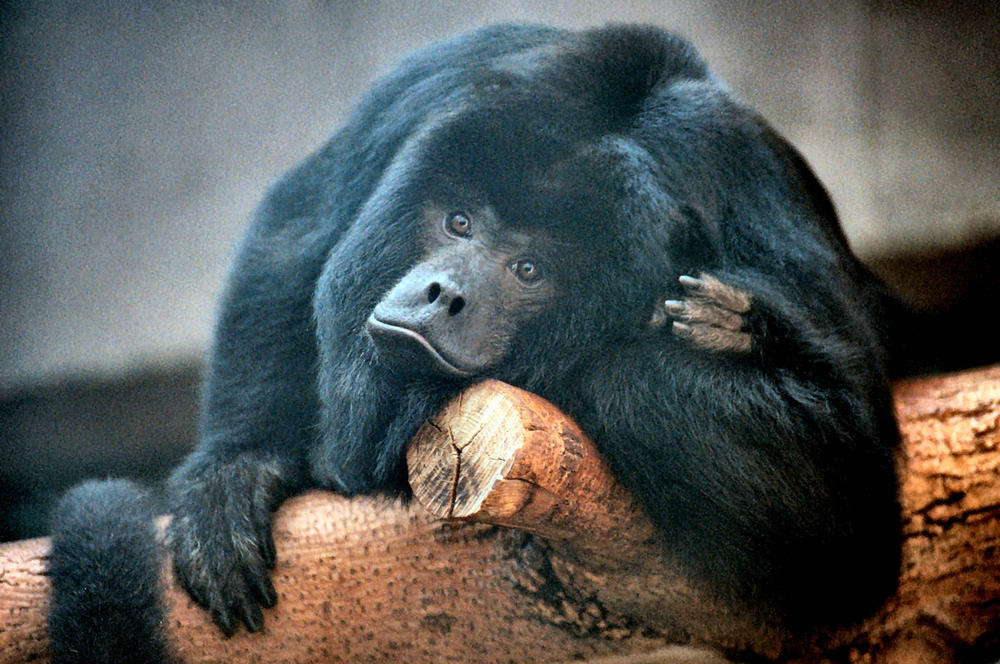
Svart vrålapa Alouatta caraya

## Levnadssätt
Detta släkte är mestadels känt för de starka ljud som kan höras på ett avstånd av flera kilometer. Ljudet skapas särskilt på morgonen eller aftonen av en hel kör av hannar. Denna förmåga beror på den enorma utveckling, som tungbenskroppen och delar av struphuvudet uppnått. Dessa organs storlek medför avvikande egenskaper i kraniets och hjärnans byggnad. För att härbärgera denna vrålapparat har underkäken uppnått en ovanlig höjd och hjärnskålens bas har blivit tryckt uppåt. Hjärnskålen själv fick en lägre och mera utdragen form, än hos andra primater.
Även hjärnan är annorlunda uppbyggd. Storhjärnan lämnar i högre eller lägre grad lillhjärnan obetäckt. De nämnda skillnaderna förekommer bara hos vuxna djur.
De lever mest i grupper med 4 till 17 individer och rör sig i motsats till flera släktingar långsamt. Antalet vuxna honor i flocken är något större än antalet vuxna hannar. Ungdjur av båda kön lämnar vanligen sin flock när de blir könsmogna.
Deras näring utgörs företrädesvis av blad som kompletteras med frukter och knoppar.
Vrålapor är främst aktiva på dagen och vistas i olika sorter skogar, som regnskogar, tempererade skogar eller mangroveskogar.

## Arterna och utbredning
Mammal Species of the World (2005) skiljer på 10 arter, som förekommer mellan södra Mexiko och norra Argentina.
- Alouatta belzebul har huvudsakligen en svart päls men händer, fötter och delar av svansen är rödbrun. Den lever vid Amazonfloden.
- Svart vrålapa Alouatta caraya lever i östra Bolivia, sydvästra Brasilien, Paraguay och norra Argentina. Hannar är svart och honor har en gulbrun till olivfärgad päls.
- Coibavrålapa (Alouatta coibensis) förekommer i ett mindre område i Panama, är enligt IUCN en underart till mantelvrålapa.
- Alouatta guariba (tidigare Alouatta fusca) lever i skogar vid Brasiliens kustlinje och i norra Argentina. Pälsens färg ligger mellan gulbrun och orange.
- Alouatta macconnelli, regionen Guyana.
- Alouatta nigerrima finns bara i Brasilien.
- Mantelvrålapa Alouatta palliata har en svartbrun päls med gulbruna strimmor på sidorna. Utbredningsområdet sträcker sig från Mexiko till Sydamerikas nordvästra kustlinje.
- Guatemalavrålapa Alouatta pigra lever på halvön Yucatán, i Belize och Guatemala.
- Alouatta sara förekommer endast i Bolivia. Pälsen är huvudsakligen rödaktig.
- Röd vrålapa - Alouatta seniculus lever i norra och mellersta Sydamerika. Pälsens färg är beroende på djurets ålder men är oftast rödbrun.

IUCN listar dessutom:
- Alouatta arctoidea, i Venezuela
- Alouatta discolor, i Brasilien
- Alouatta ululata, i Brasilien

## Hot
Deras största fiender i djurriket är de stora klättrande kattdjuren puman och ozeloten samt ormarna och några rovfåglar. En stor fara är avverkningen av de skogar där vrålaporna bor. Ibland används även deras päls och deras kött av människor. IUCN listar Guatemalavrålapa och två andra populationer, som hos Wilson & Reeder betraktas som underarter, som starkt hotade (endangered) respektive sårbar (vulnerable).